# ساندار مک‌کوی
ساندار مک‌کوی (انگلیسی: Sandra McCoy؛ زادهٔ ۱۴ اوت ۱۹۷۹) یک هنرپیشه اهل ایالات متحده آمریکا است. وی از سال ۲۰۰۱ میلادی تاکنون مشغول فعالیت بوده‌است. 
از فیلم‌ها یا برنامه‌های تلویزیونی که وی در آن نقش داشته است می‌توان به سمی اشاره کرد.